# Victoriaborg (Accra)

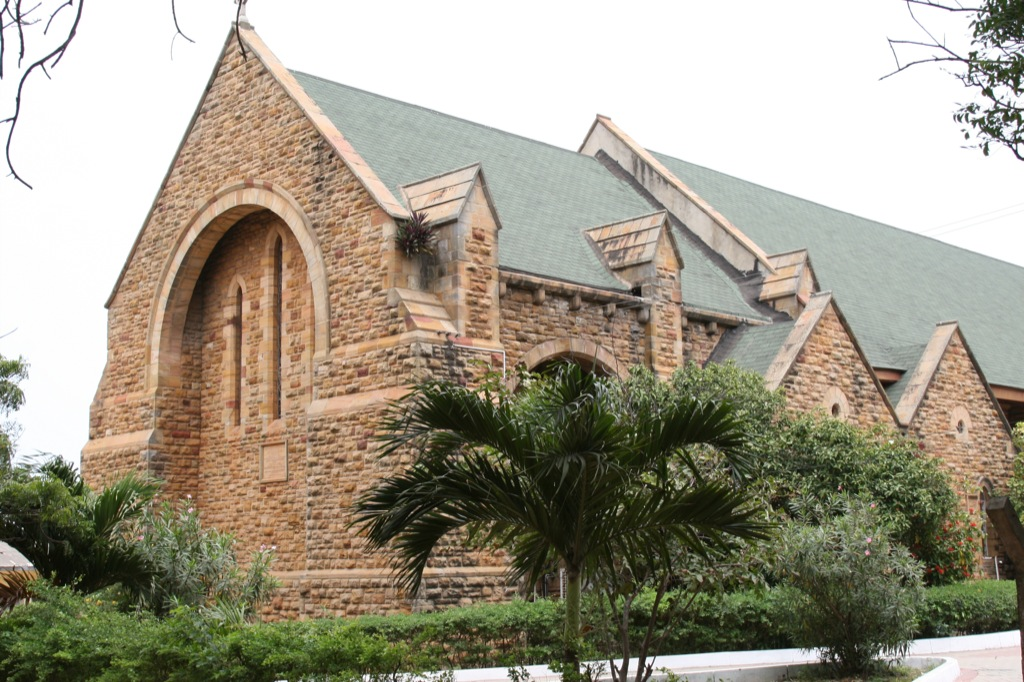
Die anglikanische Holy Trinity Cathedral in Viktoriaborg

Victoriaborg ist ein geschichtsträchtiger Stadtteil der ghanaischen Hauptstadt Accra, der im späten 19. Jahrhundert als exklusiv Europäern vorbehaltener Teil der Stadt entstanden war und sich östlich der damaligen Stadtgrenze Accras erstreckte. Er wurde hinter Klippen errichtet, bei denen angeblich ein beständiger Luftzug wehen sollte. Mit seinen luxuriösen Villen, seiner Pferdebahn, einer Golfanlage, Polo- und Cricketfeldern sowie Tennisplätzen war Victoriaborg „ein Stück England, das in die Stadtlandschaft von Accra versetzt war.“. Heute erstreckt sich der Stadtteil etwa zwischen Kojo Thompson Road, der Kinbu Road/Sir Charles Quist Street im Norden und der Gulf Accra Metropolitan Assembly im Süden.
Mit der Ausdehnung der Stadt wurde der Distrikt von Victoriaborg in die städtische Umgebung einbezogen. Nach der Unabhängigkeit Ghanas 1957 wurde der europäische Geschäftsbezirk in Victoriaborg "enteuropäisiert. In einem symbolischen Sinn wurde das Gebiet "nationalisiert" durch die hier errichtete Zentrale der Bank of Ghana, durch Ministerien, den Independence Square und die Hauptquartiere neu gegründeter nationaler Gesellschaften.
Heute reicht die Architektur in Victoriaborg von eleganten georgianischen Kolonialgebäuden bis zu glitzernden modernen Hochhäusern, die den Wandel des feinen Stadtteils vom Vorort zu einem modernen Geschäftsdistrikt widerspiegeln.

## Sehenswürdigkeiten / herausragende Bauwerke
- Supreme Court of Ghana
- Kwame Nkrumah Memorial Park
- Holy Trinity Cathedral
- Makola Shopping Mall
- National Hockey Pitch
- Nationaltheater
- Independence-Arch
- Ohene-Djan-Stadion
- Bank of Ghana national headquarters
- State House